# Harry Bronson
Harry B. Bronson (sinh ngày 22 tháng 5 năm 1959) là một luật sư và chính khách từ Rochester, New York, là thành viên của Hạ viện New York. Là cựu thành viên của cơ quan lập pháp Quận Monroe, ông được bầu vào Hạ viện vào năm 2010. Ông là một đảng viên Dân chủ.
Bronson đại diện cho quận 138, bao gồm một phần của thành phố Rochester cũng như các thị trấn và làng Chili và Henrietta.

## Tuổi thơ
Bronson lớn lên trong một trang trại rộng 200 mẫu bên ngoài Binghamton và trở thành một cư dân Rochester vào năm 1991. Ông có bằng B.A. từ Đại học Bang New York tại Oswego và Bác sĩ Juris từ Đại học Buffalo, Đại học Bang New York. Ông điều hành một thực hành pháp luật tư nhân tại Rochester và làm cố vấn cho Ủy ban Lao động Quốc hội từ năm 2004 đến năm 2010. Từ năm 2001 đến năm 2004, ông là thành viên của Ủy ban Kế hoạch Thành phố Rochester và từng là Phó Chủ tịch năm 2004. Ông cũng đồng sở hữu quán cà phê Equal=Ground và làm giáo sư phụ trợ tại Trường đại học Cornell về quan hệ lao động và công nghiệp ở Ithaca.

## Đời tư
Bronson là người đồng tính công khai. Ông là thành viên LGBT công khai đầu tiên của cơ quan lập pháp New York từ ngoại ô New York.
Bronson là đồng sở hữu của Equal=Ground, một quán cà phê được ghi nhận là một nơi gặp gỡ công cộng bao gồm trong khu phố South Wedge của Rochester.
```
==Tham khảo==
```

1. ↑  "Familiar faces battle in Democratic primary in 131st". Democrat and Chronicle. ngày 9 tháng 9 năm 2010.
2. ↑  "Harry Bronson". Democratic Ledger. Bản gốc lưu trữ ngày 27 tháng 8 năm 2008.
3. ↑  "Candidates: Harry B. Bronson". Democrat and Chronicle. Bản gốc lưu trữ ngày 17 tháng 7 năm 2012. Truy cập ngày 21 tháng 4 năm 2020. {{Chú thích báo}}: Đã định rõ hơn một tham số trong |archivedate= và |archive-date= (trợ giúp); Đã định rõ hơn một tham số trong |archiveurl= và |archive-url= (trợ giúp)
4. ↑  "Gay Pols Nearly Sweep Primaries". The Advocate. ngày 15 tháng 9 năm 2010.
5. ↑  "Biography". Assemblymember Harry B. Bronson.